# Bartek Kieżun
Bartek Kieżun (ur. 26 marca 1977 we Wschowie) – autor i dziennikarz kulinarny, podróżnik, fotograf. Specjalista w zakresie kuchni śródziemnomorskich. Mieszka w Polsce i we Włoszech. 

## Życiorys
Ukończył antropologię kultury na Uniwersytecie Jagiellońskim w Krakowie. Absolwent Krakowskiej Szkoły Sommelierów i Academia Barilla w Parmie. 
Publikował w Gazecie Wyborczej, Wysokich Obcasach, Kukbuku, Twoim Stylu i Newsweeku. Jako Krakowski Makaroniarz przez pięć lat prowadził autorską rubrykę poświęconą kuchni włoskiej dla magazynu Kukbuk. 
Wykładał wiedzę o kulturze kulinarnej basenu Morza Śródziemnego i Polski w Centrum Interpretacji Zabytku. W Collegium Civitas w Warszawie wykładał wiedzę o turystyce kulinarnej i enoturystyce. 
Od wielu lat współpracuje z instytucjami kultury z całej Polski. Prowadził wykłady dla Muzeum Miasta Warszawy, publikował na stronie Muzeum Etnograficznego w Warszawie. Dla Krakowskiego Biura Festiwalowego opracował koncepcję specjalnych kolacji degustacyjnych połączonych z dyskusjami podczas festiwalu Opera Rara. Na zamówienie Muzeum Historii Żydów Polskich Polin w Warszawie przygotował i poprowadził serię warsztatów kulinarnych poświęconych kuchni żydowskiej. Współpracował także z Małopolskim Instytutem Kultury podczas Małopolskich Dni Dziedzictwa oraz przy projekcie „Małopolska to go” promującym turystykę w regionie. Prowadził warsztaty kulinarne poświęcone śródziemnomorskiej kuchni żydowskiej dla uczestników Festiwalu Kultury Żydowskiej w Krakowie. Od 2024 współpracuje z Zamkiem Królewskim na Wawelu jako koordynator serii kulinarnych wydarzeń interpretacyjnych związanych z wystawami prezentowanymi w muzeum.

## Publikacje
Na podstawie materiału źródłowego:
1. Italia do zjedzenia, Buchmann, Warszawa 2018
2. Portugalia do zjedzenia, Warszawa Buchmann 2019
3. Stambuł do zjedzenia, Warszawa Buchmann 2020
4. Hiszpania do zjedzania, WarszawaBuchmann 2021
5. Farina, Znak, Kraków 2021
6. Ateny do zjedzenia, Buchmann, Warszawa 2022
7. Uczta na Wawelu, Zamek Królewski na Wawelu, Kraków 2022
8. Jerozolima do zjedzenia, Buchmann, Warszawa 2023
9. Neapol łakomym okiem, Buchmann, Warszawa 2024
10. Chorwacja do zjedzenia, Buchmann, Warszawa 2024

## Nagrody
Kieżun jest dwukrotnym laureatem Nagrody Magellana, która została powołana w celu uhonorowania najbardziej wartościowych publikacji turystycznych. W 2018 nagrodę tę otrzymała Italia do zjedzenia, a w 2020 Portugalia do zjedzenia. W tym samym konkursie w 2021 roku Stambuł do zjedzenia, a w 2022 roku Hiszpania do zjedzenia otrzymały wyróżnienia. 
Jest też siedmiokrotnym zdobywcą World Gourmand Cookbook Awards. W kategorii MEDITERRANEAN nagrodzono Portugalię do zjedzenia i Hiszpanię do zjedzenia. Ateny do zjedzenia oraz Stambuł do zjedzenia wyróżniono w kategorii CITIES. Po premierze książki poświęconej Jerozolimie, trylogia o miastach w 2023 roku została nagrodzona jako najlepsza seria kulinarna i otrzymała tytuł BEST SERIES.  
Jerozolimę do zjedzenia doceniło także jury konkursu Najpiękniejsze Polskie Książki organizowanego przez Polskie Towarzystwo Wydawców Książek. Jerozolima do zjedzenia otrzymała nominację w kategorii Podręczniki i literatura fachowa. Uczta na Wawelu otrzymała GRAND PRIX konkursu World Gourmand Cookbook Awards oraz nagrodę w kategorii UNESCO. 
W 2024 roku Uczta na Wawelu została wyróżniona nagrodą Prix de la Litterature Gastronomique 2024 przyznawaną przez Międzynarodową Akademię Gastronomiczną w Paryżu dla autorów książek, które w wyjątkowy sposób przyczyniają się do promowania sztuki gastronomicznej na terenie danego kraju. 